# Phillip Berryman
Phillip E. Berryman (* 1938) ist ein katholischer Befreiungstheologe und Autor aus den USA.

## Leben
Berryman wurde 1963 zum Priester geweiht. Zwei Jahre lang arbeitete er in einer Kirchengemeinde in Pasadena (Kalifornien), bevor er von 1965 bis 1973 als Seelsorger im Viertel El Chorrillo von Panama-Stadt tätig wurde. 1973 gab er das Priesteramt auf, um zu heiraten. Er arbeitete von 1976 bis 1980 als Repräsentant des American Friends Service Committee für Zentralamerika und lebte in dieser Zeit in Guatemala. 1980 kehrte er in die USA zurück.
Er veröffentlichte eine Reihe von Büchern über die Theologie der Befreiung und das Christentum in Lateinamerika. Sein einführendes Werk Liberation Theology leistete einen wesentlichen Beitrag zur Rezeption der Befreiungstheologie in den USA. Berryman übersetzte darüber hinaus für Orbis Books, den von Miguel d’Escoto gegründeten Verlag des Maryknoll-Missionsordens, eine Reihe von Büchern führender Vertreter der Befreiungstheologie – darunter Maria Clara Bingemer, Clodovis und Leonardo Boff, José Comblin, Ivone Gebara sowie Franz J. Hinkelammert – ins Englische.
Berryman ist Dozent für das Latin American Studies Program an der Temple University in Philadelphia.

## Schriften (Auswahl)
- Christians in Guatemala’s Struggle. Catholic Institute for International Relations, 1984.
- The Religious Roots of Rebellion. Christians in Central American Revolutions. Orbis Books, Maryknoll, New York 1984, ISBN 0-88344-105-5.
- Inside Central America. United States Policy in Its New Vietnam. Pluto Press, London 1985.
- Liberation Theology. Essential Facts about the Revolutionary Religious Movement in Latin America and Beyond. Meyer Stone Books, New York 1986, ISBN 0-940989-03-4.
- Our Unfinished Business. Pantheon Books, New York 1989.
- Stubborn Hope. Religion, Politics, and Revolution in Central America. New Press, New York 1995, ISBN 1-56584-137-9.
- Religion in the Megacity. Catholic and Protestant Portraits from Latin America. Orbis Books, Maryknoll, New York 1996, ISBN 1-57075-083-1.
- Latin American Liberation Theology. In: Miguel A. De La Torre (Hrsg.): Handbook of U.S. Theologies of Liberation. Chalice Press, o. O. 2004, S. 140–153.